# Cornelis Swarttouw

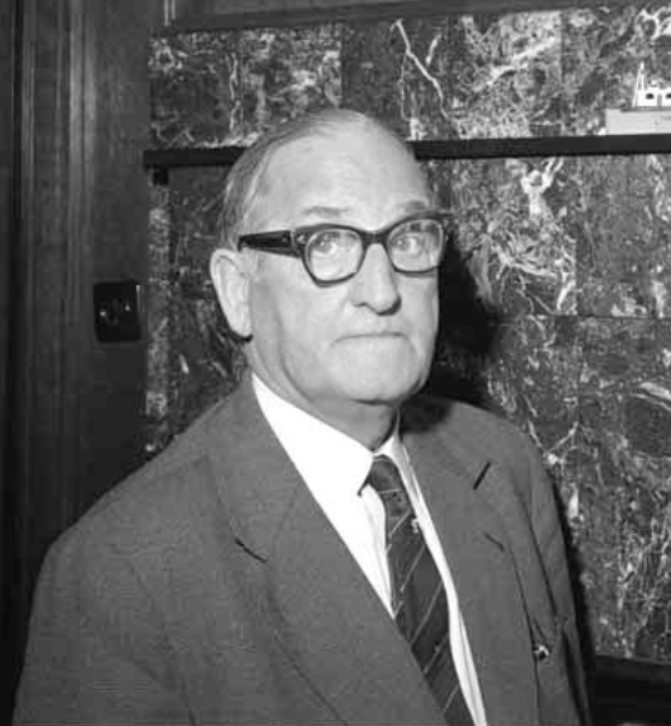
Cornelis Swarttouw in 1959

Cornelis Swarttouw (Rotterdam, 1889 – Wassenaar, 26 mei 1968) was een Nederlandse directeur van het Rotterdamse familiebedrijf Swarttouw's Stuwadoors-Maatschappij. Hij was tevens naamgever en stille vennoot in de NV Corn's Swarttouw's constructiewerkplaatsen en machinefabriek te Schiedam.
Swarttouw bekleedde tevens een functie bij de Rotterdamse Kamer van Koophandel. In zijn jonge jaren voetbalde hij als linksback in het eerste elftal van Ajax (Amsterdam) en UVV (Utrecht).

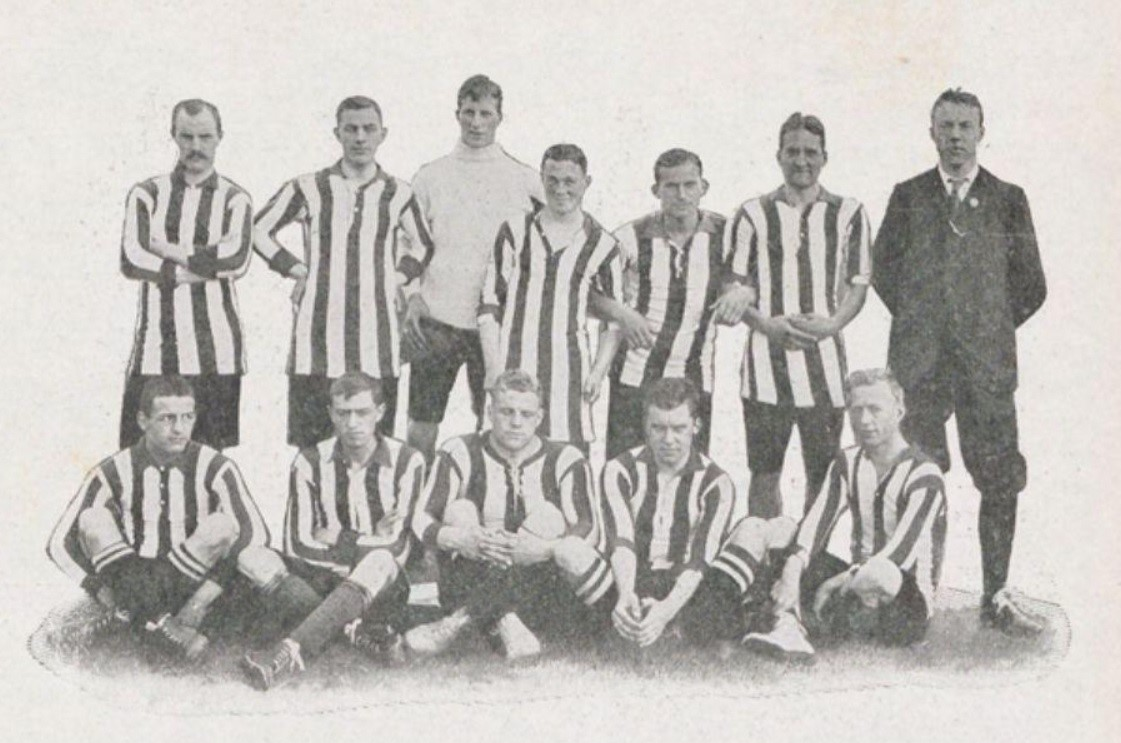
Elftal van Sparta in 1911. Swarttouw staand 2e van rechts

## Onderscheidingen
- Officier in de Orde van Oranje-Nassau (Nederland)
- Officier in de Kroonorde (België)[1]